# Františkovy Lázně
Františkovy Lázně är en stad i Tjeckien.   Den ligger i distriktet Okres Cheb och regionen Karlovy Vary, i den västra delen av landet, 150 km väster om huvudstaden Prag. Františkovy Lázně ligger 448 meter över havet och antalet invånare är 5 355.
Terrängen runt Františkovy Lázně är platt åt sydost, men åt nordväst är den kuperad. Runt Františkovy Lázně är det ganska tätbefolkat, med 239 invånare per kvadratkilometer. Närmaste större samhälle är Cheb, 4,8 km söder om Františkovy Lázně. Trakten runt Františkovy Lázně består till största delen av jordbruksmark.